# Schalkau
Schalkau – miasto w Niemczech, w kraju związkowym Turyngia, w powiecie Sonneberg. W 2009 liczyło 3 278 mieszkańców. Do 30 grudnia 2019 miasto pełniło funkcję "gminy realizującej" (niem. "erfüllende Gemeinde") dla gminy wiejskiej Bachfeld, która następnego dnia została jego dzielnicą.

## Współpraca
Miejscowość partnerska:
- Rödental, Bawaria